# 21618 Sheikh
A 21618 Sheikh (ideiglenes jelöléssel 1999 JT122) a Naprendszer kisbolygóövében található aszteroida. A LINEAR projekt keretében fedezték fel 1999. május 13-án.